# Загін (фільм, 1987)
«Загін» (рос. «Загон») — радянський художній фільм, політичний трилер, режисера Ігоря Гостєва. Спільне виробництво СРСР і Сирії.

## Сюжет
Дія відбувається за часів холодної війни в одній з країн арабського світу, що розвивається. На її території відкрито перспективне родовище корисних копалин танталу. Боротьба СРСР і США за вплив на лідерів держави загострюється. Політичні зіткнення переходять в терор і насильство. ЦРУ цілеспрямовано розпалює невдоволення релігійних громад і організовує студентські хвилювання.
Президент Мухаммед змушений лавірувати між двома силами і збирається дати відсіч втручанню США і перейти на бік СРСР. Під час військового параду організовано замах на прогресивно налаштованого лідера країни. За замахом стоять американські спецслужби.
У фільмі замах на президента Мухаммеда організовано точно так же, як і реальний замах на президента Єгипту Анвара Садата у 1981 році.

## У ролях
- Гражина Шаполовська —  Клер Ріджуей
- Леонід Філатов —  Крафт/майор, потім полковник Мустафа ас-Салем
- Донатас Баніоніс —  Гаррі Майлстоун
- Георгій Жжонов —  посол СРСР Андрій Васильович Меньшиков
- Юозас Будрайтіс —  посол США Гарднер
- Владислав Стржельчик —  генерал Джордж Белл, заступник Директора ЦРУ
- Володимир Самойлов —  міністр внутрішніх справ
- Бімбулат Ватаєв —  Азіз, Емір Іосфанії
- Ассад Фудда —  президент Мухаммед  (озвучування Юрій Яковлєв)
- Софіко Чіаурелі —  дружина президента
- Адель Аль-Хадад —  син президента
- Лев Поляков —  начальник особистої охорони президента
- Абу Ганем —  прем'єр-міністр
- Талхат Хамді —  генерал Кемаль, згодом новий Президент
- Борис Токарєв —  співробітник посольства
- Мамдух Аль-Аттраш —  Ахмед
- Іслам Казієв —  слідчий
- Олександр Сайко —  телеоператор
- Хані Шахін —  інженер Алі
- Леонід Куравльов —  професор Сергій Антонович Захаров
- Олександра Афанасьєва-Шевчук —  дочка Захарова
- Ірина Шевчук —  дружина Захарова
- Володимир Епископосян —  лідер ісламістів
- Олександр Пісклов —  жонглер
- Бегалін Нартай —  посередник при передачі матеріалів
- Андрій Пісклов (в титрах помилка — Олексій) —  жонглер
- Олена Хмельницька
- Артем Карапетян —  закадровий текст

## Знімальна група
- Режисери: Ігор Гостєв, Рімон Бутрос
- Сценаристи: Ігор Бєляєв, Рімон Бутрос, Ігор Гостєв, Вадим Трунін
- Оператори: Анатолій Іванов, Самір Джабера
- Композитор: Андрій Петров
- Художник: Володимир Донсков